# Dąbrowa (Dźwierzuty)
Dąbrowa (deutsch Damerau, auch: Damerauwolka) ist ein Dorf in der polnischen Woiwodschaft Ermland-Masuren. Es gehört zur Gmina Dźwierzuty (Landgemeinde Mensguth) im Powiat Szczycieński (Kreis Ortelsburg).

## Geographische Lage
Dąbrowa liegt auf der Ostseite des Großen Schobensees (polnisch Jezioro Sasek Wielki) in der südlichen Mitte der Woiwodschaft Ermland-Masuren, zwölf Kilometer nördlich der Kreisstadt Szczytno (deutsch Ortelsburg). Das einstige Gut Damarau lag 250 Meter vom See entfernt an dessen hohem Ostufer.

## Geschichte
Damerau bestand aus einem Gut sowie verstreut liegenden Höfen. Daraus entwickelten sich zu Beginn des 19. Jahrhunderts zwei Gemeinwesen: der Gutsbezirk Damerau sowie östlich davon die Landgemeinde Damerauwolka, die beide dann im Jahre 1928 zur Landgemeinde Damerau zusammengeführt wurden.

### Gut Damerau
Das Gut Damerau wurde 1557 von Herzog Albrecht dem Benedikt von Modgarben verschrieben. 1607 erwarb es Hans von Wildenhain, der es 1615 an Georg Pomiana von Dietrichsdorf veräußerte. 1683 war Gut Damerau im Besitz der Familie von Ploschwitz. Danach wechselten seine Besitzer häufiger.
Seit Beginn des 19. Jahrhunderts wurde zwischen dem Gutsbezirk Damerau und der Landgemeinde Damarauwolka differenziert. Der Gutsbezirk kam losgelöst von Damerauwolka kam 1874 zum neu errichteten Amtsbezirk Jablonken (1938 bis 1945 Wildenau, polnisch Jabłonka) im ostpreußischen Kreis Ortelsburg. Im Jahre 1910 zählte Gut Damerau 63 Einwohner. Aufgrund der Bestimmungen des Versailler Vertrags stimmte die Bevölkerung im Abstimmungsgebiet Allenstein, zu dem das Gut Damerau gehörte, am 11. Juli 1920 über die weitere staatliche Zugehörigkeit zu Ostpreußen (und damit zu Deutschland) oder den Anschluss an Polen ab. In Damerau stimmten 33 Einwohner für den Verbleib bei Ostpreußen, auf Polen entfielen keine Stimmen. Den 286,8 Hektar umfassenden Gutsbezirk kaufte 1922 die Ostpreußische Landgesellschaft für Siedlungszwecke auf. Am 30. September 1928 verlor der Gutsbezirk Damerau seine Eigenständigkeit und wurde in die Landgemeinde Damerauwolka eingegliedert.

### Damerauwolka
Die Landgemeinde Damerauwolka wurde erst ab Anfang des 19. Jahrhunderts genannt. Von Gut Damerau getrennt wurde sie wie dieses in den neu gebildeten Amtsbezirk Jablonken im Kreis Ortelsburg eingegliedert. Im Jahre 1910 waren in der 72,1 Hektar umfassenden Landgemeinde Damerauwolka 36 Einwohner registriert, die in einem breit gestreuten Gebiet lebten. Bei der Volksabstimmung vom 11. Juli 1920 stimmten 29 Einwohner für den Verbleib bei Ostpreußen, auf Polen entfielen vier Stimmen. Nachdem am 30. September 1928 das Gut Damerau in die Landgemeinde Damerauwolka eingegliedert worden war, wurde diese in „Damerau“ umbenannt.

### Landgemeinde Damerau
Die ab 1928 bestehende Landgemeinde Damerau verzeichnete mit ihren Wohnplätzen Gut Damerau und Damerauwolka im Jahre 1933 zusammen 151 Einwohner, im Jahre 1939 noch 144. Der Ort wurde 1945 in Kriegsfolge mit dem gesamten südlichen Ostpreußen an Polen überstellt und erhielt die polnische Namensform „Dąbrowa“.

### Dąbrowa
Der Ort Dąbrowa ist heute ein Dorf mit Sitz eines Schulzenamtes (polnisch Sołectwo) und somit eine Ortschaft im Verbund der Landgemeinde Dźwierzuty (Mensguth) im Powiat Szczycieński (Kreis Ortelsburg), bis 1998 zur Woiwodschaft Olsztyn, seither zur Woiwodschaft Ermland-Masuren gehörig. 2011 zählte Dąbrowa 94 Einwohner.

## Kirche
Gut Damerau wie auch Damerauwolka waren vor 1945 in die evangelische Kirche Groß Schöndamerau  (polnisch Trelkowo) in der Kirchenprovinz Ostpreußen der Kirche der Altpreußischen Union bzw. in die katholische Kirche Mensguth Dorf im damaligen Bistum Ermland eingepfarrt.
Der Bezug zu dem nun in „Dźwierzuty“ umbenannten Kirchdorf besteht für Dąbrowa katholischerseits weiterhin. Auch evangelischerseits ist jetzt der Bezug zur Kirche in Dźwierzuty gegeben.

## Schule
Eine Schule bestand in Damerau seit 1925 – noch im damaligen Damerauwolka.

## Verkehr
Nach Dąbrowa führt eine Nebenstraße, die südlich von Dźwierzuty von der polnischen Landesstraße 57 (einstige deutsche Reichsstraße 128) in westliche Richtung abzweigt. Eine Anbindung an den Bahnverkehr besteht nicht.

## Persönlichkeiten
- Bernhard Jankowski (1886–1964), deutscher Politiker
- Albert Rogaczewski (1888–1944), römisch-katholischer Geistlicher, NS-Opfer